# Adoretus ictericus
Adoretus ictericus är en skalbaggsart som beskrevs av Hermann Burmeister 1844. Adoretus ictericus ingår i släktet Adoretus och familjen Rutelidae. Inga underarter finns listade i Catalogue of Life.